# ネクロスの要塞
ネクロスの要塞（ - ようさい）は、1980年代後半にロッテが発売していた食玩シリーズ。
1987年4月に第1弾が発売された。

## 概要
オマケ付きチョコスナックとしてロッテから発売されていた食玩シリーズ。ファンタジーの世界観を持つ作品で、架空の世界タンキリエ王国を舞台とする。世界征服を企てる魔王ネクロスを倒すために集った8人の勇者の物語である。
オマケは、温度によって変色する素材や、蓄光素材を使用したフィギュア一体と、そのキャラクター及びアイテム（もしくは呪文）が描かれたカードが対となっている。それらを使用しゲームが出来るようになっていた。
ゲームのシステムは、サイコロを使用してのロールプレイングゲームである。プレイヤーは8人の味方キャラクターから一人を選びプレイする。敵キャラクターを箱に入れ、順番にそれらを引き当て、サイコロの出た目で、敵キャラクターのパラメータと勝負する。獲得したアイテム、呪文を用い、経験値を上げることで、強い敵に勝つことが出来るようになっていく。
商品は、1-4弾の『大魔神ネクラーガ編』、5-7弾の『暗黒皇帝編』、8弾の『邪神クトゥルフ編』が発売された。
同商品名で後に、シール付き氷菓や、PCエンジンでのゲームとしても発売された。

## タンキリエの神話
はるかな昔、タンキリエの地では神と悪魔との争いがあった。神々に味方した人間は、神々より「月の玉」「太陽の玉」「虹の玉」「星の玉」「吹雪の玉」「竜巻の玉」「霧の玉」「雲の玉」の8つの宝玉を授かり、悪魔の頭領である大魔神ネクラーガを封印した。その後、役目を終えた8つの宝玉は各地へと散り、ネクラーガを封印した勇者はタンキリエの地に王国を打ち立てたという。

## 主人公
各弾8人の主人公がいるが、個人名ではなく、そのクラスの呼称名がついている。

### 大魔神ネクラーガ編の主人公
タンキリエ王国には2人の王子がいた。権力欲が強く好戦的であった弟ネクロスは兄に王国を追放された。兄に復讐を誓ったネクロスは黒魔術の修行を始め、自分に味方する怪物を各地から集め始めた。
ある日ネクロスは魔族の一人から、太古の神と悪魔の闘いで封印された大魔神ネクラーガの存在を教えられた。その強大な力で神々と人間を脅かした大魔神に興味を抱いたネクロスは、その封印を解き、ネクラーガを復活させ、その力をもってタンキリエ王国に侵攻しようと企てる。
ネクラーガが封印された結界の扉は、封印した勇者の血を引く者、すなわち初代タンキリエ王の血を引く者を生贄としなければ開かない。ネクロスは生贄として兄の娘である王女に白羽の矢を立てたのだった。
ナイト(KNIGHT)
タンキリエ王国騎士団に所属する騎士。十字の覗き窓のある鉄仮面に全身鎧という、十字軍のテンプルナイツを模した様な風貌をしている。頑固な正直者を絵に描いた様な性格。ドロドロした物が苦手で、その系統のモンスター相手には、経験値がマイナス修正となる。
1弾の戦いで、ネクロスの腹心であるシールダーを倒すが、誤って呪いのアイテムである「シールダーの盾」に触れてしまい、それが手から離れなくなった。
2弾の時点では、タンキリエ最強の騎士の称号を手にしている。だがシールダーの呪いで、特定の敵に対し苦手意識（マイナス修正）を持ってしまった。
3弾の時点では、シールダーの呪いも解け、タンキリエ騎士団長として登場。
4弾では、キングより授かった「王家の紋章」を盾に装着し登場したが、ネクラーガの結界を破ることの出来るタンキリエの秘宝「8つの宝玉」を持たない勇者の1人として最終決戦に臨む（雲の玉を入手？）。
ネクラーガ封印後は、サムライに騎士団長の地位を譲り、マージと共に隠居生活に入る。だが長年のライバル、ブラックナイトとの手合わせの最中、騙し討ちに遭い殺害されてしまった。
アマゾン(AMAZON)
タンキリエ王国と古くから交流のあるアマゾン族の女王ヒュポリュテが派遣した女戦士。アマゾン族には、幼年時代は小竜を連れて旅をする習わしがあり、アマゾンも小竜を連れての参戦となった。ウネッとしたものが苦手。
小竜は、1弾終了時に生まれ故郷の湖に帰ってしまうが、2弾で友好ユニットドラゴニットとして再登場し、勇者を助けてくれる。
1弾の戦いでネクロス城の天守閣を守るミノタウルを破り「ミノタウルの鼻輪」を入手する。
2弾では前回の戦いよりツボカヅラの「鏡の盾」、スタームの「斧」を装備し参戦。
ネクロスの弟子達との戦いでは、ドクロスとメカロスを倒した。
3弾ではドクロスから奪い取った「星の玉」と、メカロス（メタルドール？）から奪った盾を持って登場。
1-2弾でのお下げ髪を、3弾からは下ろした状態で参戦、顔も幼さが消え、大人の女性となった。
4弾ではキングより授かった「王家の紋章」を盾に装着し登場。
ネクラーガ封印後は、アマゾン族に帰り、ヒッポリュテから女王の座を譲られた。
ネクロスがタンキリエ王子の肉体を乗っ取って復活した「暗黒皇帝編」では、アマゾニィという少女を派遣した。
自らも6弾でアマゾン族の女王アマゾネスとして登場し、勇者達に地底王国シャンバラへの道筋を示し、助力を与える。
マージ(MAGE)
タンキリエ王国に使える博学な魔法使い。ネクロス復活をいち早く察知し勇者を募った。チョコレートを食べると魔術の威力が増すという、商品にあやかった得意技を持つ。
1弾では、ネクロス城前の最大の難敵であるドラゴンを退治し、後にネクラーガの封印を破るため必要となる8つの宝玉の1つ「月の玉」を勇者の中で一番早く手に入れる。
2弾では、タンキリエ最強の魔導師とされ、前段でデーモンより「杖」を、タコラザードより「首飾り」を奪い、それらを装備し、再びネクロスを倒す旅へ出発する。その旅先で、生き別れとなった実姉ジョロスと再会する。しかし探し求めた姉は、魔術の修行中に魔界に右半身と良心を奪われてしまい、ネクロス7人衆の1人マジョロスとなっていた。説得の通じぬ相手に力で対抗し辛くも勝利を収め、マジョロスも元の優しいジョロスへと戻る。
この2弾からはサイコロの出た目に応じて経験値などを上げられる「呪文」の概念が導入され、マージにはアイテムの他に呪文カードが付属するようになる。
3弾では、いち早くネクラーガの復活を感じ取り、再び勇者を結集し旅立つ。この冒険より、エルフを自らの後継者にするための育成を始める。
4弾では、愛弟子エルフに2級魔法使いの免許を与え、ネクラーガの封印を最後に宮廷魔術師引退を決意。最後の冒険に命をかける覚悟をしていた。
ネクラーガ封印後は、エルフにその座を譲り、名もハーミットと改名し、隠居生活に入る。5弾ではタンキリエ王子救出のためネクロスと戦い、8勇者と共にネクロスを封印する。だがその戦いで全ての力を使い切り死亡した。
なお魔法使いを意味するMAGEの発音表記は、メイジが一般的であるが、ロッテの対抗企業である明治製菓を連想させてしまうためマージという名称になったと言われる。
エルフ(ELF)
冒険好きな森の妖精。リスをお供にネクロス討伐の旅に出る。父の形見である角笛を大事にしている。
リスは、エルフと共に経験を積み、弾を重ねるごとにリス→リズバット→リズオンと成長していく。だが3弾で修行中のエルフを助けるため、許されていた3回目の魔力を使ってしまい、元々の飼い主である天の神ヘブライルに呼び戻され、エルフとの冒険の記憶を失ってしまった。3弾まではエルフのペットとして同ユニット扱いだったが、4弾ではヘブライル山の守り神である単独ユニットリズコーンとして登場する。
1弾では、迷宮の守護獣スフィンクスを倒し、「暗闇マント」を入手。
2弾ではこの暗闇マントを装備して登場。「真空の呪文」を持つ。
3弾からはマージに魔術の才能を見込まれ、修行中の弟子としてパーティに参加する。ミノタウルの持っていた「太陽の玉」を持つ。
4弾ではマージより2級魔法使いの免許をもらい、ネクラーガ討伐に旅立つ。
ネクラーガ封印後は、師であるマージより宮廷魔術師の地位を譲り受け、エルマージ と改名する。
マーシナリー(MERCENARY)
かつて傭兵をしていた弓の達人。お調子者で女の子に弱い。金に対する執着心は人一倍強い。傭兵時代の旧友に盗人シーフがおり、2弾で再会を果たす。
1弾では、ヴァンパイア館の領主を倒し、泥棒神ヘルメスの愛用品「快速靴」を手に入れ、ネクロスに捕らわれたタンキリエ王女を救い出す。
2弾では、前弾で入手した快速靴を装備し俊敏さを増した。ネクロスの弟子である蛇族の王子ヘビロスを倒す。
3弾では、ヘビロスから奪い取った「風のナイフ」を装備し、ブリザラード王国の王女を倒し「吹雪の玉」を入手する。
4弾では、いつの間にかタンキリエ王女との愛を育んでいたらしく、無事に帰ってきたら結婚する約束をしていた。
ネクラーガ封印後は、タンキリエ王女と結婚し、タンキリエ王となった。2人の間に王子が誕生するが、20年後、復活したネクロスに誘拐されてしまう。マーシナリーは元の仲間であるエルフとサムライを含む8人の勇者を集い、ネクロスを再び封印するよう命令する。
サムライ(SAMURAI)
さすらいの武芸者で、居合抜きの達人。名刀鍛冶ムラマサが作り出した「降魔刀」という刀を装備している。故郷の裏切り者でネクロスに加担する忍者を探して、ネクロス討伐隊のパーティに参加する。
1弾で見事に忍者を倒すが、代償として片眼を失った。
2弾では、忍者から奪い取ったハットリハンゾウ作のクナイを手に参加。ネクロスの弟子であるオニロスを倒し「虹の玉」を入手する。
3弾では、オニロスの部下、サムライ王ショーグンから奪い取った鎧を装備。ショーグンの力を取り込み復活を果たした新生オニロスオニショーグンと対決し勝利を治める。
4弾ではハニワの兜を入手。全身甲冑というフル装備の状態となった。これが後のIIナイトの容貌に関わってくると見られる。
放浪の旅を続けていた彼は、タンキリエの人々の温かな心に触れ、ネクラーガ封印後タンキリエへの永住を決意。引退したナイトから騎士団長の座を譲り受け、名もIIナイトと改名する。彼が再び冒険へ旅立つのは、それから20年後のことだった。
バーサーカー(BERSERKER)
北のバイキングの末裔で狂戦士の異名を取る。諸国を傭兵として渡り歩いていたが、タンキリエ王国で王女誘拐の報を聞き、ネクロス討伐隊の一行に加わる。
1弾では、悪魔族の首領格デーモンを倒し、早くも狂戦士の実力を見せつける。
2弾では、デーモンの体から取り出した「デーモンの心臓」を手に冒険に参加。ハーピーを倒し「呪いの手甲」を、キメラを倒し「呪いの兜」を手にしてしまうが、その呪いをはねつけるという強者ぶりを発揮した。
3弾では極寒の地「ブリザラード王国」での闘いを有利にする「ブレイズの火種」を持って闘いに参加。他メンバーが「8つの宝玉」を入手していく中、ナイトとともに手に入れることができなかった。
4弾では空を飛ぶ怪物に対抗するため、Dr.ルビークが作った「パチンコ」を持参し参加。他の勇者とともに大魔神ネクラーガを封印する。（霧の玉を入手？）
冒険を終えたバーサーカーは一人故郷に帰った。20年後では、雪と氷に覆われていたブリザラード王国の後の姿、緑豊かな国グリーンランドの国王となっていた。5弾で登場し、国王でなければ自ら出向くのにという、戦士の気概を示す文言が書かれている。
ドワーフ(DWARF)
正義感の強い森の小人。バーサーカーと同じ、北欧出身。一族は高い鍛冶の技術を持っており優秀な武器職人でもある。邪悪な波動を感じ森を出たドワーフは、タンキリエ王国でその元凶の暗躍を知りネクロス討伐隊に加わった。
1弾ではドローンを倒しすばやい動きができる「手袋」を手に入れた。
2弾ではハーピーに対抗するべく「バットムの翼」を携えて冒険に参加。身長が小さいため、大きな怪物を苦手にしていたが、冒険の最中に見事に克服。死闘の末、ネクロス7人の弟子の一人オニロスを倒した。
3弾では、ショーグンを闇討ちにし取り込むことで生きながらえたオニショーグンを再び討伐するべく、「オニロスの金棒」を持ち冒険に参加。ホープ王国を砂漠に変えた張本人、魔神ガウルを倒した。同時に竜巻砂漠に吹き荒れていた竜巻を止めることに成功する。
4弾では、魔神ガウルから奪った「竜巻の玉」を携え冒険に参加した。
冒険を終えたドワーフは、冒険の途中に出合った名工ダイダロスに正式に弟子入り。長年の夢である鍛冶屋を開くべく、彼の下で技術を磨いた。20年後、かつて魔神ガウルに滅ぼされたホープ王国をニューホープ王国として再興、そこに鍛冶屋を開店させた。5弾で登場し、勇者の手助けをする。

### 暗黒皇帝編の主人公
大魔神ネクラーガ編の後日談で、前作の主人公やゆかりのある者が選ばれている。
前回の戦いから20年後。タンキリエの地が闇に覆われてしまった。マーシナリーの子である王子も誘拐されてしまい、エルマージはネクロス復活を察知。再び8人の勇者を集めネクロス討伐に向かう。
だがネクロス以上の力を持つ暗黒皇帝の影がタンキリエに忍び寄っていた。
ハーフエルフ(HALF ELF)
その名通りの人間と妖精のハーフ。エルフの森からはぐれて放浪していた。エルマージに、かつて彼が使っていた「角笛」を授かる。
5弾では、エルフの森の独裁者でネクロスに加担する兄ダークエルフを仲間の協力で討ち、聖七天使の一人ハミエルの「エメラルドの指輪」を入手する。これにより6弾では名実共に一行に加わることになり、指輪の力で「緑の術」を扱えるようになった。
7弾の頃には騎士団入りを志望するようになる。
アマゾニィ(AMAZONY)
アマゾン族の少女。女王となったアマゾンの命を受け討伐隊に加わった。アマゾンの使用していた「女王の首飾り」を下賜された。
アマゾン同様に子竜を連れているが、当初は卵の殻に入ったままの姿。6弾では子竜もようやく顔を出し、7弾ではドラゴンパピーとなる。母親である前作のドラゴニットことドラゴンマミィと「雲の道」で再会する。
6弾では魔導士ソーサラーの持っていた、天使カマエルの「ルビーの指輪」で「赤の術」と「護身の術」が扱う。
7弾では「桃衣の術」を用い、魔術師を志望するようになる。
モンゴリカーン(MONGORIKHAN)
東の国から、少林寺の創始者タオ導師を探しに来た武術家。導師の使っていた「タオのヌンチャク」で敵を倒す。
5弾で倒したロックラウスから「ロックラウスの杖」を入手し、6弾ではそれで冒険することになる。
6弾の「地底王国シャンバラ」でようやくタオと出会い、秘拳を伝授され、魔導士スカルとの戦いで必殺拳「破邪歳星」を編み出した。7弾ではその必殺拳で突き進む。
ブッシュマン(BUSHMAN)
故郷の大事な神像を盗んだ首狩り族長ヘッドハンターを追って王国に来たキンタ島の狩人。神キンタバの持ち物とされる「キンタバの盾」と槍で戦う。
5弾で見事ヘッドハンターを討ち「キンタバの神像」を取り戻す。だがその神のお告げにより、アマゾン国の東にある「古代島」へ一行と共に向かうことになる。
6弾ではオリーブ酒で知性を得たオークのオークグッドから天使ザドキエルの「トパーズの指輪」をもらい、7弾では「黄の術」を使うようになる。
実は暗黒皇帝と祖先を同じくする古代アトランティスの末裔であった。
IIナイト(II KNIGHT)
前回のサムライ。引退したナイトから騎士団長の座を受け継いだ。ナイトが闇討ちされたことでその敵であるブラックナイトを探している。ナイトから受け継いだ「タンキリエの剣」を扱う。
5弾で見事にブラックナイトを討ち、仇をとる。
6弾ではエアルを倒し、入手した「エアルのカギ爪」を装備する。
またタオより必殺剣「玄武烈斬」を伝授される。スカルの持っていた「暗黒聖書」を手にした。
読みはトゥ・ナイト。
若(WAKA)
父である池之本八宝斎を殺し、名刀を奪った仇を探して王国に来た、サムライと同郷の東洋の少年。妖精神殿近くで保護した妖精「ピクシー」を連れている。師匠のムサシはサムライの好敵手であった。
5弾で仇、浪人を討ち取り「村雨丸」を取り戻す。
6弾では少しりりしくなり、妖精神殿に帰ったピクシーから「ピクシーのお守り」を貰う。
またミミックを倒し天使ラファエルの「アメジストの指輪」を入手。7弾では「紫の術」を使用する。アマゾニィに惚れる。
バーバリアン(BARBARIAN)
魔導士ソーサラーに呪われ、狼の皮が脱げなくなってしまった狼一族の狩人。呪いを解くため一行に加わる。狼を狩る山賊の「両棘矛」を持つ。
5弾でソーサラーを倒し、呪いは解け、6弾では「ソーサラーの短剣」を持ち冒険する。
サイレンを倒し、天使カシエルの「ガーネットの指輪」を入手。「深紅の術」を7弾では用いる。
旅を続けてきたものの、やはり人間の世界には余り馴染めず、草原に帰るのが夢である。
エルマージ(ELMAGE)
元エルフ。マージの元で修行し魔法使いとして成長した姿。「火車の呪文」を扱う。誘拐された王子にネクロスの影を幻視した。
5弾の戦いで師である元マージ、ハーミットを失う。だが彼の遺言に従い、暗黒皇帝の元に通じる光エレベーターを求めて地底王国シャンバラを探すことになる。6弾では「情熱の呪文」を扱う。
7弾では「ルビーの指輪」をアマゾニィから預かり「赤の術」と「激炎の術」を使用する。

### 邪神クトゥルフ編の主人公
アース王子(Pr.EARTH)
タンキリエの地を統治する第8代アラ王の息子。王家に伝わる「タンキリエの剣」を手に、各地に現れた魔物や、背後にいるネクロスを倒すべく冒険の旅に出る。
プリーステス(PRIESTESS)
妖精神殿の司祭を務めるアマゾン族の末裔。妖精の蜜で作った「ろうそく」を持つ。大魔導士ファウストの記した書の「解呪の呪文」を得意とする。
テレス(TELES)
哲学者であり魔法にも通じる老人。妖星の墜落から邪神クトゥルフの到来を予期し、王にその討伐を進言した王子の守り役。「重力の呪文」を扱う。
インディアン(INDIAN)
タンキリエ北東部に住む狩猟民族。故郷の安全を守るため「魔除けの羽」を捜している。酋長から送られた「花びん」を持つ。
エイリアン(ALIEN)
クトゥルフを追ってきた宇宙警官。だが地上に墜落したショックで記憶が一部飛んでいる。「レーダー」を持つ。
ピテカン(PITHEKAN)
エイリアンを助けた原始人。そのまま成り行きで一行に加わった。「太陽の玉」のかけらである「ペンダント」をマンモスからもらいお守りとしている。
マスクナイト(MASK-KNIGHT)
黒い覆面で顔を隠した謎の剣士。ネクロス三銃士の一人ガングリオンを仕留めるため一行に加わった。実はガングリオンは彼の写し身である。
カウボーイ(COWBOY)
人情家の用心棒。困った人々を見ていられず一行に加わった。彼の持つ「バッヂ」はかつてIIナイトが持っていた水中用手裏剣。

## 敵キャラクター

### 大魔神ネクラーガ編の敵
ネクロス(NECROS)
現タンキリエ王の弟であり、その邪悪さゆえに追放された魔術師。「黒魔術王」の異名を持つ。大魔神ネクラーガの力で兄への復讐を企む。
1弾では兄の娘である王女を誘拐し、生贄にしてネクラーガ復活を目論むが、タンキリエ国王から遣わされた8勇者一行との闘いに敗れ、計画は失敗に終わる。
一度死んだネクロスだったが、7人の弟子の力で蘇り、2弾にて再び「タンキリエ城」に侵攻をかける。ネクロスはタンキリエ王国の守護神殿である「妖精神殿」の「地下迷宮」に立てこもり、タンキリエの大地の豊穣を司るフェアリークイーンを人質にして、またも大魔神ネクラーガの復活を画策するが、再びその計画は失敗に終わってしまう。
3弾では更に執念深さを発揮。王家の血をひく自らの体を生贄とし、ついにネクラーガ復活に成功する。ネクロスは4人の弟子たちの肉体を提供させ、かろうじて命を取り留めた。一方、ネクラーガ復活をいち早く感じ取ったマージはネクロス討伐のために三度8勇者を招集。ネクロスはこれを迎え撃つため、「魔の森」、「氷の国」、「竜巻砂漠」の三つの要所に軍勢を展開するが、三度8勇者に敗れてしまった。ネクロスは肉体を完全に失ってしまうが、ネクラーガ完全復活は達成されたのだった。
4弾では、燃えさかる復讐の念を絶やさず怨霊と化した。大魔神ネクラーガの結界をさまよい、8勇者にその恨みを晴らさんと待ち構える。しかし、8つの宝玉を手に入れた8勇者によって消滅させられてしまう。自らの命を投げ打ち復活させたネクラーガも再び封印され、兄への復讐も果たせず、ネクロスの企みは成就することはなかった。
ドラゴン(DRAGON)
ネクロスの居城に向かう険しい山に住む。8つの宝玉の一つで、月の女神アルテミスの力が込められた「月の玉」を持つ。1弾LEVEL1のボス。四天獣「ワイバーン」の遠い血縁者。
ミノタウル(MINOTAUR)
ネクロス城の最上階に位置する牛面獣人。顔に似合わず知恵者。ゼノ火山の力の結晶である「太陽の玉」を持つ。1弾LEVEL2のボス。
シールダー
ネクロスの側近。デュラハンを思わせる容貌で、首が無く、盾に不気味な顔が浮き出ている。1弾LEVEL3の強敵。
ナーガ
同じく、ネクロスの側近。1弾LEVEL3の強敵。
タコロス(TACOLOS)
タンキリエ城近くの教会を占拠したネクロス7人衆の一人。水棲生物型モンスターからなるタコロス軍のボス。1弾で登場した魔法使いタコラザードの弟子でもある。2弾LEVEL4の強敵。ナメクジ型モンスター「ヌメリアン」をペットとしている。敗北後、その体はネクロスのパーツとして使われた。
オニロス(ONILOS)
タンキリエ城近くの宿を占拠したネクロス7人衆の一人。カッパや忍者などの日本風モンスターからなるオニロス軍のボスだが、粗暴な性格ゆえに部下からまったく信頼されていない。元は地獄のエンマの部下で、鬼達を管理していたが、魔力を封じる「虹の玉」をエンマから奪ってネクロスの配下となった。召喚したサムライ王ショーグンを配下に持つが、寝首をかかれることを予期している。2弾LEVEL4の強敵。
敗北後はショーグンを取り込みオニショーグンとして復活。3弾にてタンキリエ近くの「魔の森」で勇者達を待ち構える。上司となったパズズには反抗的。
ヘビロス(HEBILOS)
妖精神殿近くの洞穴に潜むネクロス7人衆の一人。爬虫類型モンスターからなるヘビロス軍のボス。1弾に登場した蛇王ナーガの息子で、父の死後はネクロスを父として尊敬している。大魔道士ファウストの「解呪の呪文」を奪って保有している。2弾LVEL5の強敵。敗北後、その体はネクロスのパーツとして使われた。
マジョロス(MAJOLOS)
妖精神殿周囲の池の畔に館をかまえるネクロス7人衆の一人。女性型モンスターと植物型モンスターからなるマジョロス軍のボス。主人公の一人であるマージの姉だが、右半身と良心を魔に落としてしまっている。彼らの祖父の親友だったファウストが記した「魔方陣」と、風神ノージンの「旋風の呪文」を持つ。2弾LVEL5の強敵。
戦いの後、良心を取り戻してジョロスとなり、3弾にて再登場。同じくファウストの魔方陣の描かれた「独楽」を持ち、助力してくれる。
ドクロス(DOCLOS)
妖精神殿周囲の池の中心にそびえる塔に陣取るネクロス7人衆の一人。様々な種類のモンスターからなるドクロス軍のボス。ホープ王国海兵隊指揮官の屍をネクロスが蘇らせたもので、その際エンマから流星のかけらである「星の玉」を持ち逃げしている。元指揮官である為か指導力に優れており、7人衆のリーダー格となっている。2弾LVEL5の強敵。敗北後、その体はネクロスのパーツとして使われた。
メカロス(MECHALOS)
妖精神殿地下迷宮に控えるネクロス7人衆の一人。名工ダイダロスの弟子だったが、腕に溺れ禁じ手とされた偽物造りに手を出し、破門された。以後、自分の体をも機械で改造している。自身が作り出したサイボーグやロボットからなるメカロス軍のボスで、改造したモンスターを他の7人衆に提供もしている。2弾LEVEL6の強敵。
敗北後は更に機械化を進め、メカロスMK-IIとして復活。3弾の極寒の地ブリザード王国で再登場する。
デカロス(DEKALOS)
妖精神殿地下迷宮に控えるネクロス7人衆の一人。獣を操る妖術使いで、獣の魔力を自身の体に蓄える事を趣味としている。獣型モンスターからなるデカロス軍のボス。三つの希宝石の一つ「夢宝石」を持つ。2弾LEVEL6の強敵。敗北後、その体はネクロスのパーツとして使われた。
ウッドキング(WOOD-KING)
4000歳を数える樹木の王。「魔の森」を統べていた。ショーグンの家宝である「小槌」を持つ。3弾LEVEL7の強敵。
パズズ(PAZUZU)
ネクラーガ配下の悪魔五人衆の一人。「魔の森」に降臨した突撃隊長で、ウッドキング軍、オニショーグン軍を統括する。宝物の収集が趣味で月の女神アルテミスの「耳輪」を持つ。彼に敗北すると経験値かアイテムを減らされる「罰」を受けることになる。3弾LEVEL7の強敵。
アスタロット(ASTAROT)
ネクラーガ配下の悪魔五人衆の一人。氷の国ブリザラード王国に降臨した魔法学者で、ブリザラード軍、メカロス軍を率いる。彼に敗北すると経験値か魔法を減らされる「罰」を受けることになる。3弾LEVEL8の強敵。
ブリザラード(BUZARERD)
氷の国ブリザラード王国の女王。「極寒の呪文」を扱う。「吹雪の玉」を持つ。3弾LEVEL8の強敵。アスタロットの支配下にある事を嫌がっている。
サタナキア(SATANACHIA)
ネクラーガ配下の悪魔五人衆の一人で大将軍。竜巻砂漠をネクロスと共に掌握し勇者達を迎え撃つ。ガウル軍、シャドウ、メディウムを従えている。Dr.ルビークの縫製した「知恵の帽子」を持つ。彼に敗北すると敵が強くなってしまう「呪」を受けることになる。3弾LEVEL9の強敵。
ガウル(GAUL)
「ホープ王国」を竜巻砂漠に変えた魔神。かつてホープ王国の祈祷師が召喚してしまったという。「竜巻の玉」を持つ。ネクラーガ配下のサタナキアにねじ伏せられ嫌々ながら尖兵を務めている。3弾LEVEL9の強敵。
ベエルゼルブ(BEALZELB)
ネクラーガ配下の悪魔五人衆の一人。死を司り、地獄を創造した。ショーグンが掘り出した、四天獣モアイの目を隠した「海色貝」を持つ。彼に敗北すると、ターン毎に経験値を減らされる「毒」を受けることになる。4弾LEVEL10の強敵。
エンマ(ENMA)
地獄を統治する魔族。かつての戦いで唯一封印を逃れた生き残り。ベエルゼルブに創造されたが、彼に反逆する気でいるらしい。身を隠す霧の術を使える「霧の玉」と、アイテム交換を行える「磁石の呪文」を持つ。4弾LEVEL10の強敵。
ルシファー(LUCIFER)
ネクラーガ配下の悪魔五人衆の頭領。人間を創造した堕天使。四天獣のワイバーンに乗るための「鞍」を持つ。彼に敗北すると大幅に経験値を減らされる「衰」を受けることになる。4弾LEVEL11の強敵。
大魔神ネクラーガ(NECLAGA)
混沌の神。太古の昔、神々と人間に封印された悪魔の頭領。ネクロスにより結界の封印を解かれ復活を遂げ、4弾でようやくその姿を現す。悪魔五人衆をネクロスの部下と共に各地に派遣し、四天獣と四人の悪魔騎士に囲まれた結界の最上階に君臨する。
だが8つの宝玉を手に入れた8勇者の活躍により復活まもなく再び結界に封印されてしまう。

### 暗黒皇帝編の敵
暗黒皇帝(DARK EMPEROR)
かつての戦いから20年後、暗躍しだした謎の黒幕。7弾第9章で姿を現す。
ネクロスを復活させ、タンキリエ王国を含む、地上支配に乗り出した。その正体はかつて存在したアトランティス文明の王。かの地では大魔神ネクラーガが信仰され、彼らの復活も先の戦いが呼び水となってのことだった。多くの配下を地上各地に送り込み、大陸中心部に位置していた「竜の湖」から、天使たちの住処「天輪島」を奪い、「暗黒城」から指令を出していた。
彼に敗北するとレベルが下げられる「陥」を受けてしまう。竜の湖に天輪島を戻す「天輪駆動板」を持つ。
ネクロス(NECROS)
復讐心を燃やす怨霊となり彷徨うネクロスは、暗黒皇帝により新たな身体を与えられ復活する。彼らと結託し、再びタンキリエ城に侵攻し、王国を闇で包んで占拠することに成功するが、エルマージら新たな8人の勇者に敗北する。
だが暗黒皇帝に仕える愛弟子ドクロスことスカルにより、その霊魂は再び召喚され、タンキリエ王子に憑依して復活を果たした。
結局敗北し、悪霊として暗黒城にて、勇者達を待ち受けるがやはり敗北。人質であるタンキリエ王子も無事助け出された。
キャプテン(CAPTAIN)
タンキリエの隣国グリーンランドに侵攻した、暗黒皇帝配下。獣魔大佐の異名を持つ。名工ダイダロス作の、魔神ガウル封じアイテム「キャップ」と、「操獣の呪文」を持つ。5弾第1章のボス。
エアル(EARL)
エルフの森、ニューホープ王国に侵攻した暗黒皇帝の弟。皇帝の子デュークの「ぬいぐるみ」と「分裂の呪文」を持つ。5弾第2章のボス。
デューク(DEWK)
タンキリエ城をネクロスと共に占拠した暗黒皇帝の息子。頭の切れる参謀格。タンキリエを暗闇に包んだ張本人。それを解き放つ「暗闇の鍵」と「暗転の呪文」を持つ。5弾第3章の強敵。
ジェネラル(GENERAL)
アマゾン王国に侵攻した暗黒皇帝配下。邪鬼将軍の異名を持つ。キャプテンの残した軍勢やブラックナイト、浪人らを指揮する。彼に敗北すると技を禁じられる「禁」を受ける。6弾第4章のボス。
バイカウント(VISCOUNT)
古代島を制圧した暗黒皇帝配下。妖虫子爵の異名を持つ。数多くの魔物を生み出す。彼に敗北するとアイテムを放棄しなくてはならない「棄」を受けてしまう。6弾第5章のボス。
ダークィーン(DARQUEEN)
大陸の地下に位置する地底王国シャンバラの支配者。暗黒皇帝と組んで地上支配を目論む。ダイダロス暗殺を指示した。過去の王国アトランティスの遺物である「時空天輪板」を持つ。彼女に敗北すると経験値を減らされる「凶」を受けてしまう。6弾第6章の強敵。
スカル(SKULL)
暗黒皇帝の宮廷魔導士。シャンバラに派遣されている。実は復活したドクロスであり、ネクロスの霊を「暗黒聖書」を用いて呼び戻した。6弾第6章の強敵。
バロン(VARON)
「雲の道」を守る暗黒皇帝配下。機械男爵の異名を持ち、数多くの機械怪物を生み出した。実は復活したメカロスで、暗黒聖書から作り出したタイムマシン「日時計」を持つ。彼に敗北すると経験値を減らされる「衰」を受けてしまう。7弾第7章のボス。
マルキーズ(MARQUIS)
「天輪島」を統治する暗黒皇帝配下。狂竜侯爵の異名を持つ。竜の湖の王である。彼に敗北するとアイテムを減らされる「没」を受けてしまう。7弾第8章のボス。

### 邪神クトゥルフ編の敵
ニャルラテップ(NYALRATHAP)
元はエジプトの神。「紫の森（カオスーデザート）」を治めかつてのタンキリエ城跡に潜む。クトゥルフと敵対する異界の神ハスターの「星の楯」を持つ。彼に敗北すると全ての敵を強化してしまう「盲」を受けてしまう。8弾AREA1のボス。
ツァトガ(TSUATOGA)
クトゥルフの腹心で混沌を司る。ネクロス拝神殿のある「魔の沼」近辺を支配する。月のムーンビーストの持ち物であった「月の兜」を持つ。彼に敗北すると全ての敵を強化してしまう「呪」を受けてしまう。8弾AREA2のボス。
ウィザード(WIZARD)
今回の一連の事件の元凶である魔導士。暗黒聖書の残りを解読し、妖星とクトゥルフを呼び寄せ、ネクロスを復活させた。エルマージから盗んだ「超真空の呪文」と魔法の使用回数を増やす「魔法チップ」を持つ。8弾AREA2の強敵。
クトゥルフ(CTHULHU)
ルルイエ妖星と共に飛来した宇宙の混沌の支配者だが、ネクロスにねじ伏せられ従うことになった。対抗するべく密かに作り出した「太陽の剣」を隠し持っている。彼に敗北すると魔法を廃棄する「滅」を受けてしまう。8段AREA3の強敵。
スーパーネクロス(SUPER NECROS)
第8代タンキリエ王の治世に突如復活した伝説の黒魔術王。ウィザードの手で復活した彼は以前にも増して強力な魔力を持つ。混沌の支配者クトゥルフとその配下を支配するほどである。妖星に建造されたルルイエ邪神殿に君臨し、各地に部下を侵攻させた。
アース王子らの力で再度倒され、妖星は消滅するも、同梱のカードには復活を予感させる意味深な文言が書かれていた。

## RPG
PCエンジンHuCARDで発売。ネクロスの要塞 (ゲーム)を参照。

## 関連書籍
- まんだらけ出版から発売されている まんだらけトラッシュNo.4 にネクロスの要塞特集が組まれている。モンスターリーグ、バトラーの聖剣の特集も。巻末には、ネクロス造形師のインタビューが載っている。
- 『わんぱっくコミック 完ぺき本 おまけシール＆カード ネクロスの要塞』徳間書店、1988年。レベル1 -12までのカードの絵柄（メインキャラとアイテム）、強さ、説明文などを収録する。